# Pterophorus pentadactyla
La polilla penacho o penacho de cinco plumas (Pterophorus pentadactyla) es una especie de insecto lepidóptero de la familia Pterophoridae.

## Descripción
Su coloración es uniformemente blanca y se caracteriza por presentar las alas traseras divididas en tres penachos plumosos y las delanteras en otros dos. Su envergadura es de entre 2,5 y 3,5 cm. Muestra unas patas extremadamente alargadas.
Las orugas son de coloración verde y viven en enredaderas. Se alimentan principalmente de plantas de la familia Convolvulaceae y pueden llegar a ser plagas de la batata, Ipomoea batatas.

## Distribución y hábitat
Se encuentra en la mayor parte de Europa y Asia. Habita en campos, praderas, setos y jardines.